# Mantella baroni
Mantella baroni är en groddjursart som beskrevs av George Albert Boulenger 1888. Mantella baroni ingår i släktet Mantella och familjen Mantellidae. IUCN kategoriserar arten globalt som livskraftig. Inga underarter finns listade i Catalogue of Life.